# Relations entre l'Inde et la Mauritanie
Les relations entre l'Inde et la Mauritanie sont les relations bilatérales de la république de l'Inde et de la république islamique de Mauritanie.

## Histoire
La Mauritanie était à l'origine simultanément accréditée auprès de l'ambassade de l'Inde à Dakar, au Sénégal. L'accréditation a été transférée à l'ambassade de l'Inde à Bamako, au Mali, après son ouverture en mai 2009. L'Inde dispose également d'un consulat général honoraire à Nouakchott. La Mauritanie n'a pas de mission diplomatique en Inde.
Le ministre mauritanien de l'économie et du développement, Didi ould Tah, s'est rendu en Inde en 2009 pour participer au Conclave CII Afrique. Les ministres mauritaniens du développement économique et du développement rural se sont rendus à New Delhi en mars 2013 pour participer au 9e conclave CII EXIM-Bank. Le président Mohamed Ould Abdel Aziz a assisté au deuxième sommet du Forum Inde-Afrique (IAFS) organisé par l'Inde à Addis-Abeba, en Éthiopie, en mai 2011. Aziz a également eu des discussions bilatérales avec le Premier ministre indien Manmohan Singh en marge du sommet.
À la demande du premier ministre indien Narendra Modi, le président Abdel Aziz a conduit une délégation de haut niveau comprenant des ministres du cabinet et d'autres hauts fonctionnaires pour assister au troisième sommet du Forum Inde-Afrique à New Delhi en octobre 2015. Il s'agissait de la première visite d'un chef d'État mauritanien en Inde,. Il a eu des discussions bilatérales avec le Premier ministre Modi le 29 octobre. Modi a invité la Mauritanie à rejoindre l'Alliance solaire internationale. Aziz a annoncé que la Mauritanie allait ouvrir une ambassade à New Delhi pour dynamiser les relations bilatérales.

## Commerce
Le commerce bilatéral entre l'Inde et la Mauritanie est passé de 2,24 millions de dollars en 1996-97 à 102,4 millions de dollars en 2014-15. Le commerce a diminué pour atteindre 76,91 millions de dollars en 2015-16. L'Inde a exporté pour 58,35 millions de dollars de marchandises vers la Mauritanie, et en a importé pour 18,56 millions de dollars en 2015-16. Les principales marchandises exportées par l'Inde vers la Mauritanie sont les céréales, les produits de tannage et de teinture, les produits en plastique, le coton, la céramique, les articles en fer et en acier, les réacteurs nucléaires, les chaudières et les appareils mécaniques connexes, et les véhicules non ferroviaires. Les principaux produits de base importés par l'Inde de Mauritanie sont le fer et l'acier, les minerais, les scories, le coton et les articles en cuivre, l'aluminium et les machines électriques.
La Mauritanie n'a pas d'investissements en Inde. Certaines sociétés indiennes d'exploitation minière, d'électricité et de pétrole opèrent en Mauritanie. Plusieurs entreprises indiennes ont participé à l'exécution de projets financés par des lignes de crédit du gouvernement indien. Archean Group est devenu la première société indienne à commencer l'exploitation commerciale des phosphates en Mauritanie en novembre 2010. Archean opère dans le pays à travers une coentreprise avec le gouvernement mauritanien appelée Bofal Indo Mining Company S.A..